# مطار عمان المدني
مطار عمان المدني (إياتا: ADJ، إيكاو: OJAM) هو مطار يقع في منطقة ماركا إحدى مناطق عمان الشرقية ، وهو أول مطار تم بناؤه في الأردن، وكان سابقاً مقراً رئيسياً ومركزاً لعمليات شركة الملكية الأردنية وذلك قبل إنشاء مطار الملكة علياء الدولي، افتتح المطار سنة 1963 ويعتبر المطار حالياً مقراً رئيسياً ومركز لعمليات شركات الأجنحة الملكية، الأردنية للطيران، الأجنحة العربية للطيران، وكثيراً ما يتم تحويل الطائرات إليه من مطار الملكة علياء في حال سوء الأحوال الجوية، ويعمل المطار على مدى ال 24 ساعة في اليوم.

## خطوط وشركات الطيران
- الأردنية للطيران - (العقبة)
- ليفينغستون - (ميلانو، مالبينزا، مرسى علم)
- الملكية الأردنية - (عمّان)
- الأجنحة الملكية - (باكو، الشارقة)

### شركات الشحن الجوي
- الأردن العالمية للشحن الجوي